# Forécariah (prefektur)
Forécariah är en prefektur i Guinea.   Den ligger i regionen Kindia, i den sydvästra delen av landet, 60 km öster om huvudstaden Conakry. Antalet invånare är 135 817. Arean är 4 384 kvadratkilometer. Préfecture de Forécariah gränsar till Dubréka, Coyah och Kindia. 
Följande samhällen finns i prefekturen:
- Forécariah